# Storröset i Båticke
Storröset i Båticke är ett bronsåldersröse i byn Båticke i Anga socken på Gotland.
Röset, som utgör en del av ett gravfält om fem gravar, varav tre gravar är stensättningar, troligen från järnåldern. Storröset, som är 45 meter i diameter och drygt fyra meter högt, är liksom ytterligare ett röse troligen från bronsåldern. En skjutbana har delvis skadat röset. Ingen av gravarna är arkeologiskt undersökta.